# Майска шипка
Майската шипка (Rosa majalis Herm. = Rosa cinnamomea L. (1759)) е вид шипка.
Тя е храстовидно растение, достигащо на височина до 2 m. Цъфти през май.
Като диворастящ вид е разпространен в Сибир и в северна Европа: в голяма част от европейска Русия, Балтийските страни, Скандинавия (но без Дания), и по-спорадично по влажни местообитания из централна Европа: в Украйна, Беларус, Полша, Чехия, Германия и Алпите. Отглежда се като декоративно растение. В България не се среща.
Утвърденото научно име Rosa majalis, както и синонимът Rosa cinnamomea, са многозначни и в миналото са обозначавали и други видове шипки.

## Галерия
- Цветни пъпки
- Цвят
- Стара клонка
- Плодове